# Thomas Hodgskin
Thomas Hodgskin, född 12 december 1787 i Chatham, död 21 augusti 1869 i Feltham, var en engelsk socialist, författare, samt försvarare av frihandel och fackföreningsrörelsen. 